# (3988) Homa
(3988) Homa, internationalement (3988) Huma, est un astéroïde Amor découvert le 4 juin 1986 par Eleanor F. Helin à l'observatoire Palomar.
Il est nommé d'après l'oiseau Homa, une créature mythologique iranienne célèbre et un symbole dans l'art iranien.